# División Patrullado Marítimo
La División Patrullado Marítimo (DVPM) es una división de la Armada Argentina (ARA) creada el 1.º de marzo de 2001, con asiento en la Base Naval Mar del Plata y con dependencia del Área Naval Atlántica.

## Organización
La DVPM se halla constituida por:
- Aviso ARA Bahía Agradable (A-23) (AVBA), incorporada en 2015.[3]
- Lancha patrullera ARA Punta Mogotes (P-65) (LPPM).
- Patrullero oceánico ARA Bouchard (P-51) (POBU), incorporada en febrero de 2020.[4]
- Patrullero oceánico ARA Piedrabuena (P-52) (POPB), incorporada en junio de 2021.[4]
- Patrullero oceánico ARA Storni (P-53) (POST), incorporada en diciembre de 2021.[4]
- Patrullero oceánico ARA Contraalmirante Cordero (P-54) (POCC), incorporada en junio de 2022.[4][5]